# البدرمان
قرية البدرمان هي إحدى القرى التابعة لمركز دير مواس بمحافظة المنيا في جمهورية مصر العربية. حسب إحصاءات سنة 2006، بلغ إجمالي السكان في البدرمان 11245 نسمة، منهم 5839 رجلا و5406 امرأة.